# María Hervás
María Sanz Hervás (Madrid, 15 de març de 1987) és una actriu espanyola, més coneguda per les seves actuacions en sèries de televisió com Los Serrano i La que se avecina, però sobretot elogiada per les seves actuacions escèniques.

## Biografia
Hervás va néixer a Madrid el 15 de març de 1987 i va començar a estudiar arquitectura, encara que la seva vocació sempre havia estat la interpretació. Més tard, va estudiar art dramàtic i dansa. El seu debut davant les càmeres va venir el 2007 de la mà de la sèrie de televisió Los Serrano interpretant el paper de Su, i posteriorment, la sèrie La pecera de Eva durant el 2010 i el 2011, totes dues de Telecinco. A més del seu treball a televisió, ha desenvolupat diversos projectes teatrals, fins i tot arribant a muntar la seva pròpia companyia d'improvisació.
El seu primer paper en el cinema va arribar el 2015 amb la comèdia Cómo sobrevivir a una despedida, al costat d'actors reconeguts com Úrsula Corberó, Brays Efe i Celia de Molina. Aquell mateix any va participar en les sèries Aquí Paz y después Gloria i Carlos, Rey Emperador. Durant el 2015 i el 2016 va participar en la tercera i quarta temporada de Gym Tony, en un capítol de Paquita Salas i a Seis hermanas. El 2018 va aparéixer a Arde Madrid, la sèrie de Paco León. L'any 2019 es va incorporar a La que se avecina per a interpretar a Martina durant l'onzena temporada de la sèrie. Més tard es va anunciar que formararia part d'El pueblo, la nova sèrie d'Alberto Caballero i Laura Caballero, on interpretaria a Amaya González, la xicota de Juanjo Soler (Carlos Areces). El 2020 va participar en la tercera temporada de Vergüenza, amb Malena Alterio i a La valla d'Antena 3.

## Filmografia

### Televisió
| Any            | Sèrie                     | Personatge           | Canal                          | Episodis     |
| -------------- | ------------------------- | -------------------- | ------------------------------ | ------------ |
| 2007           | Los Serrano               | Su                   | Telecinco                      | 24 episodis  |
| 2010 - 2011    | La pecera de Eva          | Sonia Gómez Luján    | Telecinco / FDF                | 60 episodis  |
| 2015           | Aquí Paz y después Gloria | Melany               | Telecinco                      | 8 episodis   |
| 2015           | Carlos, Rey Emperador     | Margarida d'Angulema | La 1                           | 4 episodis   |
| 2015 - 2016    | Gym Tony                  | Miranda Lily         | Cuatro                         | 167 episodis |
| 2016           | Paquita Salas             | Camarera             | Netflix                        | 1 episodi    |
| 2016           | Seis hermanas             | Inés Villamagna      | La 1                           | 24 episodis  |
| 2017           | Indetectables             | Estefanía            | Flooxer                        | 1 episodi    |
| 2018           | Arde Madrid               | Isabel               | Movistar+                      | 2 episodis   |
| 2019 - present | La que se avecina         | Martina              | Telecinco                      | 7 episodis   |
| 2019 - present | El pueblo                 | Amaya González       | Amazon Prime Video / Telecinco | 16 episodis  |
| 2020           | Vergüenza                 | Maite                | Movistar+                      | 5 episodis   |
| 2020           | La valla                  | Clara                | Antena 3                       | 2 episodis   |

### Cinema
| Llargmetratges | Llargmetratges                  | Llargmetratges | Llargmetratges  |
| Any            | Títol                           | Personatge     | Notes           |
| -------------- | ------------------------------- | -------------- | --------------- |
| 2015           | Cómo sobrevivir a una despedida | Tania          | Paper principal |
| 2017           | Es por tu bien                  | Jazmín         | Paper secundari |
| 2018           | Call TV                         | Lucía          | Paper principal |
| 2019           | Taxi a Gibraltar                | Rosario        | Paper secundari |

### Teatre
- 2014 - Confesiones a Alá (Confidences à Allah) de Saphia Azzedine - Jbara.[3] Teatro Lara, Madrid.
- 2015 - Pingüinas de Fernando Arrabal - Leonor de Torreblanca.[4] Teatro Español. Naves del Matadero, Madrid.
- 2015 - Amnesia (una de las cinco piezas performáticas de TeatroSOLO) de Matías Umpiérrez.[5] Teatro María Guerrero, Madrid.
- 2017 - Los Gondra (una historia vasca) de Borja Ortiz de Gondra.[6] Centro Dramático Nacional. Sala Francisco Nieva (Teatro Valle-Inclán), Madrid.
- 2017 - Iphigenia en Vallecas (Iphigenia in Splott) de Gary Owen - Iphi.[7] Pavón Teatro Kamikaze (antiguo Teatro Pavón), Madrid
- 2019 - Jauría de Jordi Casanovas
- 2019 - Metamorfosis de Mary Zimmerman de David Serrano y Jesús Cimarro. Festival Internacional de Teatro Clásico de Mérida.

### Curtmetratges
- 2009 - The Moment After - Ella mateixa - Curtmetratge
- 2015 - Si tuvieran ojos - Marta - Curtmetratge
- 2015 - Yo, Ulrike, grito - Ulrike Meinhof - Curtmetratge
- 2015 - Exhalación - Dona - Curtmetratge
- 2017 - Yo también - Primer curtmetratge de la sèrie Indetectables

## Premis
| Any  | Categoria                            | Paper                             | Premi                                 | Resultat   |
| 2018 | Millor actriu protagonista de teatre | Iphigenia en Vallecas             | Unión de Actores                      | Guanyadora |
| 2019 | Millor actriu protagonista de teatre | Iphigenia a Vallecas              | Premi Max                             | Guanyadora |
| 2019 | Millor actriu protagonista de teatre | Las Crónicas de Peter Sanchidrián | Miguel Mihura                         | Guantadora |
| 2019 | Millor actriu                        | La guarida                        | Premis Fugaz al curtmetratge espanyol | Nominada   |